# Piotr Słuczewski
Piotr Kiriłłowicz Słuczewski, ros. Пётр Кириллович Случевский (ur. 17 stycznia?/29 stycznia 1899 w Rostowie nad Donem, zm. 1973 w Moskwie) – generał major wojsk inżynieryjnych Armii Radzieckiej, generał brygady LWP.

## Życiorys
Absolwent gimnazjum matematyczno-przyrodniczego. Po rewolucji październikowej wstąpił do Czerwonej Gwardii; żołnierz 1. Proletariackiej Drużyny Krasnogwardyjskiej. Od maja 1918 żołnierz 39. Dywizji Strzelców, w lutym 1919 został komisarzem, potem zastępcą dowódcy w 2. Brygadzie 39. Dywizji. Od lutego do grudnia 1920 jako starszy instruktor polityczny 14. Dywizji Kawalerii Armii Konnej Budionnego walczył w wojnie z Polską. Brał również udział w wojnie domowej w Rosji na Kaukazie Północnym jako szef wydziału partyjnego 4. Dywizji Kawalerii Armii Konnej. Od stycznia do lipca 1921 dowódca 19. Pułku Kawalerii, następnie do lutego 1922 komendant dywizyjnej szkoły partyjnej 4. Dywizji Kawalerii, do stycznia 1923 dowódca 24. Pułku Kawalerii, do czerwca 1932 dowódca szkoły pułkowej 13. Pułku Kawalerii. W 1933 skończył studia w Wojskowej Akademii Inżynieryjnej w Moskwie i został inżynierem. Absolwent kursów partyjnych na Uniwersytecie w Swierdłowsku. W latach 1933–1936 inżynier 3. Brygady Zmotoryzowanej Białoruskiego Okręgu Wojskowego, 1936–1941 oficer Sztabu Wojsk Inżynieryjnych Armii Czerwonej.
Od lipca 1941 do kwietnia 1942 szef oddziału inżynieryjnego 31. Armii, 1942–1943 szef wojsk inżynieryjnych 4. Dywizji Piechoty. Od jesieni 1942 pułkownik Armii Czerwonej. 31 sierpnia 1944 został skierowany do służby w WP jako p.o. dowódcy Wojsk Inżynieryjno-Saperskich, a od września 1944 zastępca dowódcy i szef sztabu tych wojsk. 30 grudnia 1944 został mianowany generałem brygady WP przez Prezydium KRN. Od 1 lipca do 5 października 1945 zastępca szefa Departamentu Wojsk Inżynieryjno-Saperskich MON, następnie zakończył służbę w WP i wrócił do ZSRR, gdzie służył w sztabach wojsk inżynieryjnych, a 1 lipca 1953 został przeniesiony do rezerwy.
Zmarł w Moskwie, pochowany na cmentarzu Wwiedienskim.

## Ordery i odznaczenia
- Order Lenina (ZSRR)
- Order Czerwonego Sztandaru (ZSRR, dwukrotnie)
- Order Wojny Ojczyźnianej I klasy (ZSRR)
- Medal „Za zwycięstwo nad Niemcami w wielkiej wojnie ojczyźnianej 1941–1945” (ZSRR)
- Medal jubileuszowy „XX lat Robotniczo-Chłopskiej Armii Czerwonej” (ZSRR)
- Order Krzyża Grunwaldu III klasy (11 maja 1945)[2][3]
- Krzyż Oficerski Orderu Odrodzenia Polski (1945)
- Krzyż Srebrny Orderu Virtuti Militari (1951)